# Cobitis strumicae
Cobitis strumicae – gatunek słodkowodnej ryby karpiokształtnej z rodziny piskorzowatych (Cobitidae).

## Występowanie
Dorzecze rzeki Struma w Bułgarii.